# Witkapnon
De witkapnon (Lonchura ferruginosa) is een zangvogel uit de familie van de prachtvinken (Estrildidae).

## Verspreiding en leefgebied
Deze soort komt voor op de Indonesische eilanden Java en Bali.